# بخش برونو، شهرستان پاین، مینه سوتا
بخش برونو (به انگلیسی: Bruno Township) یک منطقهٔ مسکونی در ایالات متحده آمریکا است که در شهرستان پین، مینه‌سوتا واقع شده‌است.
 بخش برونو ۹۰٫۵ کیلومتر مربع مساحت و ۱۷۹ نفر جمعیت دارد و ۳۷۰ متر بالاتر از سطح دریا واقع شده‌است.